# Сухиничи-Узловые
Сухи́ничи-Узловы́е — узловая железнодорожная станция Московской железной дороги. Расположена в городе Сухиничи Калужской области.

## Краткая характеристика
Вторая железнодорожная станция в городе, первая — Сухиничи-Главные. Относится к Брянскому региону Московской железной дороги, находится на пересечении двух линий: двухпутной электрифицированной магистрали Москва — Киев и однопутной неэлектрифицированной линии Смоленск — Тупик, которая далее разветвляется на две: одна идёт на Тулу, а вторая — на Белёв и Горбачёво.
Последняя вместе с линией Смоленск — Тупик является частью исторической линии Смоленск — Раненбург Рязано-Уральской железной дороги.
В настоящее время один из участков этой линии (Тёплое — Куликово Поле) полностью разобран, и от Смоленска до Раненбурга напрямую доехать невозможно. Пассажирские поезда, проходящие по линии, после станции Тупик следуют на Тулу.

## Пассажирское движение

### Дальнее следование
Поезда дальнего следования, проходящие по главному ходу Москва — Брянск — Киев и имеющие остановку в Сухиничах, делают её на станции Сухиничи-Главные. На станции Сухиничи-Узловые останавливаются поезда, следующие из Тулы на Спас-Деменск и далее на Смоленск, Минск, Калининград и в обратную сторону.
Регулярные поезда международного сообщения Барановичи — Караганды и Калининград — Челябинск (через Литву), имевшие остановку на станции, в связи с коронавирусной инфекцией и закрытием государственных границ отменены до особого распоряжения.

### Пригородное движение
На станции Сухиничи-Узловые останавливаются все пригородные поезда, следующие направлением на Занозную, Калуга I, Сухиничи-Главные, Спас-Деменск, Козельск и в обратном направлении.

## Коммерческие операции, выполняемые на станции
- (Б) — Продажа билетов на все пассажирские поезда. Прием и выдача багажа не производятся.
- (§ 1) — Приём и выдача повагонных отправок грузов, допускаемых к хранению на открытых площадках станций.
- (§ 3) — Приём и выдача грузов повагонными и мелкими отправками, загружаемых целыми вагонами, только на подъездных путях и местах необщего пользования[4].